# 着せかえカメラ
着せかえカメラ（きせかえカメラ）は、藤子・F・不二雄のSF漫画『ドラえもん』に登場するひみつ道具。
『きせかえカメラ』（てんとう虫コミックス3巻）に初登場し、その後も短編・大長編共に多数の話に登場する。

## 概要
正方形のカメラの形をした道具である。色はピンク。服のデザイン画をカメラに挿入し、対象となる人をファインダーに捉えてシャッターを切ると、その人の着衣がデザイン通りのものに変わる。複数の対象者を纏めてファインダーに捉えることで、一度に着替えさせることも可能。作中では、普段着から水着に着替えたり、ジャイアンがステージ衣装に着替えるなどの場面でたびたび使用される。また大長編（劇場版）では、冒険に行く場所に適した服装をするために使われる。
ドラえもんの説明によると、衣服を一旦分子レベルにまで分解し、再構成するという原理で着替えさせるとのこと。デザイン画を入れずにシャッターを切ると、服の分解だけが行われて再構成がされないようで、対象者は服が消滅し全裸になってしまう。またアニメ第2作第2期では、デザインと対象者のピントの合わせ方が不十分なためにブカブカの服になってしまうという場面もある。
『ドラえもん のび太のひみつ道具博物館』には「初期型きせかえカメラ」が登場。こちらは19世紀のカメラに似たレトロなデザインだった。